# Țiclean
Țicleanul (Sitta europaea) este o pasăre mică întâlnită în Europa temperată și Asia.
Este cea mai răspândită pasăre din familia Sittidae (Scorțari).

## Vezi și

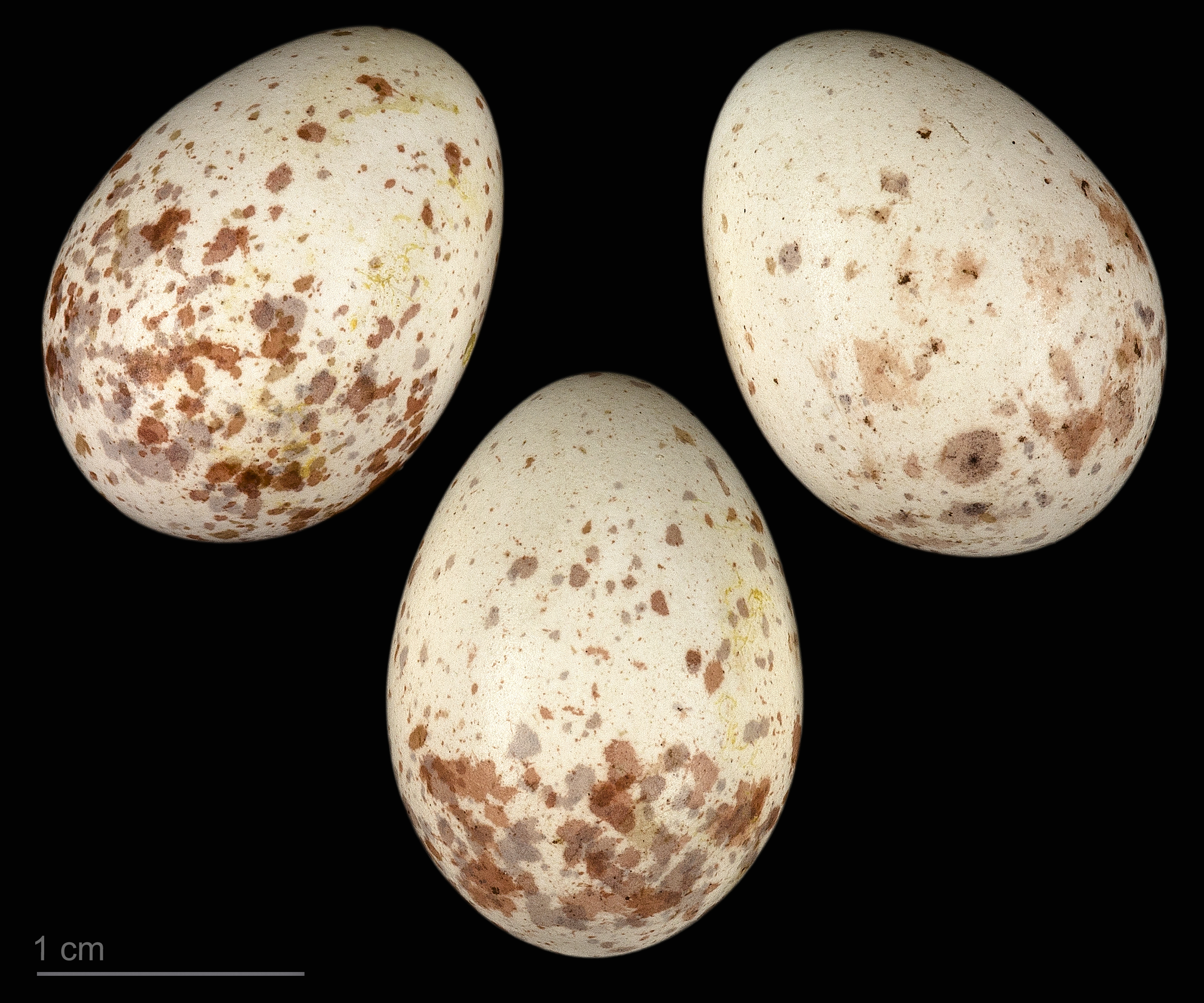
Sitta europaea - M